# Lazaros Papadopoulos
Lazaros Papadopoulos (griechisch Λάζαρος Παπαδόπουλος, * 3. Juni 1980 in Krasnodar, Sowjetunion) ist ein ehemaliger griechischer Basketballspieler.

## Karriere
Lazaros Papadopoulos wurde als Lasar Popandopulo 1980 im russischen Krasnodar geboren. Seine Mutter ist Russin, sein Vater entstammt einer pontos-griechischen Familie aus Russland. Die Familie zog nach dem Zerfall der Sowjetunion nach Thessaloniki.
Seine Profikarriere begann der 2,10 m große Center 1996 daher bei Iraklis Thessaloniki, wo er für insgesamt fünf Jahre unter Vertrag stand. 2001 wechselte er für zwei Jahre zu Panathinaikos Athen, wo er auch seine ersten Titel auf Vereinsebene erringen konnte. Neben der Griechischen Meisterschaft 2003 gewann Papadopoulos den Pokal 2003 sowie die EuroLeague 2002. Nach drei Saisons in der russischen Basketballliga bei Dynamo Moskau wechselte Papadopoulos 2007 zu Real Madrid.
Seine größten sportlichen Erfolge waren der Gewinn der Basketball-Europameisterschaft 2005 mit Griechenland sowie der Gewinn der Euroleague 2002 mit Panathinaikos Athen. Bei der Basketball-Weltmeisterschaft 2006 erreichte Papadopoulos mit Griechenland das Finale und gewann dort die Silbermedaille.

## Erfolge
- Griechischer Meister: 2003, 2012
- Griechischer Pokal: 2003
- ULEB Cup: 2006
- EuroLeague: 2002, 2012
- Meister der VTB United League: 2011
- Europameister: 2005
- Stanković Cup: 2006
- Vize-Weltmeister: 2006
- Bronze-Medaille bei der U18-Europameisterschaft: 1998
- Bronze-Medaille bei der U16-Europameisterschaft: 1995

## Auszeichnungen
- Eurobasket All-Europe 2nd Team: 2005, 2006
- All Euroleague Second Team: 2007
- Teilnahmen am griechischen All Star Game: 2001, 2002, 2003, 2004, 2010, 2013
- Teilnahmen an Europameisterschaften: 2001, 2005, 2007
- Teilnahme an Weltmeisterschaften: 2006
- Teilnahme an der U18-Europameisterschaft: 1998
- Teilnahme an der U16-Europameisterschaft: 1995